# Charlotte Casiraghi
Charlotte Casiraghi, zamężna Rassam (Charlotte Marie Pomeline Casiraghi, ur. 3 sierpnia 1986 w Monte Carlo) – potomkini monakijskiej rodziny książęcej, córka Stefana Casiraghi i Karoliny, księżnej Hanoweru; filozof.
Charlotte urodziła się w Monte Carlo jako drugie dziecko Stefana Casiraghi i księżniczki Karoliny z Monako.
W 2007 ukończyła studia na kierunku filozofia na Sorbonie w Paryżu.
Zajmuje jedenaste miejsce w linii sukcesji monakijskiego tronu.
Nie posiada tytułów szlacheckich. Regularnie bierze udział w oficjalnych wydarzeniach, które odbywają się w Księstwie Monako. Jej obszary zainteresowań obejmują przede wszystkim filozofię i jeździectwo. Angażuje się w działalność monakijskich fundacji.
Poprzez swojego przodka, Jana Wilhelma Friso, księcia Oranii spokrewniona jest ze wszystkimi rodzinami królewskimi i książęcymi panującymi w Europie.

## Powiązania rodzinne i edukacja
Charlotte urodziła się 3 sierpnia 1986 roku w klinice imienia księżnej Grace w Monte Carlo.
Jej rodzicami są Stefano Casiraghi, pochodzący z rodziny włoskich przemysłowców branży naftowej i Karolina, księżna Hanoweru, księżniczka Monako, w latach 1957 - 1958 oraz 2005 - 2014 następczyni monakijskiego tronu. Poprzez trzecie małżeństwo matki jej ojczymem jest Ernest August V, książę Hanoweru.
Jej dziadkami są ze strony matki Rainier III, władca Monako w latach 1949 - 2005 i Grace, księżna Monako, amerykańska aktorka, zdobywczyni Nagrody Akademii Filmowej; natomiast ze strony ojca Giancarlo Casiraghi i Fernanda Casiraghi.
Ma dwóch braci, Andreę i Pierre’a, przyrodnią siostrę ze strony matki, księżniczkę Aleksandrę oraz dwoje przybranych braci z małżeństwa matki z księciem Hanoweru, księcia Ernesta Augusta i księcia Krystiana.
Imię otrzymała na cześć swojej prababki, Charlotte, księżnej Valentinois. Jej rodzicami chrzestnymi zostali Massimo Bianchi i Albina de Boisrouvray.
W 1990 roku ojciec Charlotte zginął w wypadku podczas wyścigów łodzi motorowych.

### Dzieci chrzestne
- księżniczka Aleksandra z Hanoweru (ur. 1999), córka księcia i księżnej Hanoweru

### Edukacja
Charlotte ukończyła École de la République w Saint-Rémy-de-Provence, a w 2004 roku także Lycée François Couperin w Fontainebleau. W 2007 roku uzyskała dyplom filozofii na Sorbonie w Paryżu.

## Kariera zawodowa
Charlotte Casiraghi pracowała jako dziennikarka. W 2007 roku współpracowała z brytyjską gazetą The Independent, w 2008 z AnOther, a w 2009 z Above. Poprzez pracę w ostatnim z wymienionych magazynów zaprzyjaźniła się ze Stellą McCartney, z którą przeprowadzała wywiad do pierwszego wydania gazety. Wraz z dwoma przyjaciółmi otworzyła magazyn Ever Manifesto, traktujący o sprawach ekologii, ale wiążący je z modą. 21 września 2009 ogłosiła, że planuje wydać 3000 kopii tej gazety o wpływie rozwoju mody na światowe środowisko. Dokonała tego podczas tygodni mody w Paryżu i Mediolanie.
Od najmłodszych lat uprawia skoki przez przeszkody. W latach 2001–2004 była członkinią drużyny Marionnaud Marcela Roziera i dzięki temu brała udział w zawodach, zarówno juniorskich, jak i amatorskich. Trenowana była przez obydwu synów Roziera, Philippe i Thierry’ego.
W czerwcu 2009 pojawiła się razem ze swoim wujem Albertem w programie na antenie francuskiej telewizji Stade 2, gdzie poinformowała, że rozpoczyna występy w Global Champions Tour – oficjalnym tourze zajmującym się zawodami w skokach przez przeszkody. Po czterech i pół roku przerwy od sportu, wciąż trenowana przez Thierry’ego Roziera, zadebiutowała w zawodach wspomnianego cyklu w Monte Carlo. W sezonie 2010 odnotowała osiem występów; w 2011 w swoim ojczystym księstwie odnotowała najlepszy występ w dotychczasowej karierze.
Obecnie występuje jedynie w pokazowych zawodach jeździeckich w Monako.
Jest ambasadorką Gucci. 20 stycznia 2015 została ogłoszona globalnym ambasadorem niemieckiej marki Montblanc.
Jako dyplomowany filozof, uczestniczy w dorocznych debatach filozoficznych w księstwie.
19 lutego 2018 wydana została jej książka pod tytułem Archipel des passions. Casiraghi napisała ją wspólnie ze swoim profesorem filozofii, Robertem Maggiori. Książkę zadedykowała swojemu ojcu.
1 czerwca ogłoszono, że Casiraghi przyjęła rolę patrona w misji odbudowy i restauracji Horseshoe Staircase w królewskiej rezydencji w Fontainebleau.
W marcu 2019 została współproducentem filmu Notre Dame du Nil

## Osoba związana z rodziną książęcą
Charlotte Casiraghi nie jest członkinią monakijskiej rodziny książęcej, dlatego tylko okazyjnie bierze udział w oficjalnych wystąpieniach. Regularnie uczestniczy w publicznych świętach w księstwie, obchodach Narodowego Dnia Monako, balach charytatywnych i wydarzeniach sportowych, głównie zawodach jeździeckich. Ponadto jest gościem europejskich tygodni mody i ceremonii wręczenia nagród filmowych.
Od 28 lutego 2017 zajmuje dziewiąte miejsce w linii sukcesji monakijskiego tronu. Zgodnie z Konstytucją Księstwa Monako, zostanie wykreślona z tej listy, gdy władcą zostanie jej wujeczny brat, książę Jakub. Casiraghi nie posiada żadnych szlacheckich tytułów, bo te dziedziczone są tylko w linii męskiej, a jej ojciec takowych nie posiadał. W mediach niekiedy referowana jest jako "księżniczka Monako", co jest błędem.
W dniu narodzin nie była brana pod uwagę jako potencjalna kandydatka do dziedziczenia tronu Monako, ponieważ związek jej rodziców nie był uznany za legalny (Karolina i Stefan byli związani wyłącznie ślubem cywilnym - księżniczka zawarła wcześniej ślub kościelny i była rozwiedziona). W 1992 (dwa lata po śmierci ojca Charlotte) papież Jan Paweł II stwierdził kościelną nieważność pierwszego małżeństwa księżniczki Karoliny, dzięki czemu jej drugi związek uznano za ważny, a Charlotte, Andrea i Pierre zostali wpisani do listy sukcesji.
Od kwietnia 2005 do grudnia 2014 jej matka była następczynią monakijskiego tronu i objęłaby go w przypadku bezpotomnej śmierci swojego młodszego brata, księcia Alberta II. Narodziny jego dwójki dzieci, księcia Jakuba i księżniczki Gabrieli, zminimalizowały szanse rodziny Casiraghich na przejęcie władzy w państwie.
Charlotte jest patronką, jednym ze sponsorów i regularnym uczestnikiem jeździeckiego turnieju Longines Pro-Am Cup. Rozgrywany jest on każdego roku w ramach International Jumping Monte Carlo, profesjonalnych zawodów, odbywających się w ramach Longines Global Champions Tour. Dochód z imprezy zasila konta fundacji AMADE, której prezydentem jest matka Casiraghi, księżna Hanoweru. Charlotte wygrała ten turniej w 2014 roku w parze ze swoją przyjaciółką, Edwiną Tops-Alexander.

### Patronaty
- Od 1997 jest patronką Publicznej Dywizji Bezpieczeństwa, Morskiego i Policyjnego Lotniska w Monako.
- Od 2010 jest honorowym prezydentem International Jumping de Monte-Carlo.
- Jest patronką Longines Pro-Am Cup.

## Życie prywatne
W 2011 roku związała się z francuskim aktorem komediowym marokańskiego pochodzenia, Gadem Elmaleh.
17 grudnia 2013 w Monako urodził się syn pary, Rafał Elmaleh. O jego narodzinach w oficjalnym oświadczeniu poinformowała księżna Hanoweru. Chłopiec nie został wpisany do linii sukcesji monakijskiego tronu, bo jego rodzice nie zawarli dynastycznego związku małżeńskiego.
12 maja 2016 Elmaleh potwierdził, że rozstał się z Casiraghi. Mężczyzna wyjechał do Stanów Zjednoczonych, gdzie kontynuuje karierę aktorską; natomiast syn pary wychowuje się z matką we Francji i w Monako.
W grudniu 2016 związała się z Dimitrim Rassamem, producentem filmowym, synem francuskiej aktorki Carole Bouquet i producenta filmowego Jeana-Pierre’a Rassama. 24 marca 2018 w czasie dorocznego Rose Ball potwierdzili swoje zaręczyny.
23 października 2018 w Monako przyszło na świat ich pierwsze dziecko, syn Baltazar Rassam. O wydarzeniu poinformowały w oficjalnym oświadczeniu księżna Hanoweru i Carole Bouquet.
1 czerwca 2019 Casiraghi i Rassam zawarli cywilny związek małżeński w Pałacu Książęcym w Monako, wskutek czego ich syn Baltazar został wpisany na dwunaste miejsce linii sukcesji. Panna młoda wystąpiła w sukni zaprojektowanej przez włoskiego projektanta Giambattistę Balli oraz w biżuterii należącej do jej babki, księżnej Grace. Świadkiem ceremonii była księżniczka Aleksandra z Hanoweru. Casiraghi zdecydowała o pozostawieniu swojego panieńskiego nazwiska.
29 czerwca 2019 miała miejsce religijna ceremonia zaślubin w wierze katolickiej w Abbaye Sainte-Marie de Pierredon w Saint-Rémy-de-Provence we Francji. Casiraghi wystąpiła w sukni, którą zaprojektował Giambattista Valli.
Małżonkowie rozstali się na przełomie 2023 i 2024.
Na początku 2024 Casiraghi związała z Nicolasem Mathieu, francuskim pisarzem.

## Genealogia

### Przodkowie
|  |                                            |  |  |  |  |  |  |  |  |  |  |  |  |  |  |  |
|  | Giancarlo Casiraghi (1925-1998)            |  |  |  |  |  |  |  |  |  |  |  |  |  |  |  |
|  |                                            |  |  |  |  |  |  |  |  |  |  |  |  |  |  |  |
|  |                                            |  |  |  |  |  |  |  |  |  |  |  |  |  |  |  |
|  | Stefan Casiraghi (1960-1990)               |  |  |  |  |  |  |  |  |  |  |  |  |  |  |  |
|  |                                            |  |  |  |  |  |  |  |  |  |  |  |  |  |  |  |
|  |                                            |  |  |  |  |  |  |  |  |  |  |  |  |  |  |  |
|  | Fernanda Casiraghi (1926-2018)             |  |  |  |  |  |  |  |  |  |  |  |  |  |  |  |
|  |                                            |  |  |  |  |  |  |  |  |  |  |  |  |  |  |  |
|  |                                            |  |  |  |  |  |  |  |  |  |  |  |  |  |  |  |
|  | Charlotte Casiraghi (1986-)                |  |  |  |  |  |  |  |  |  |  |  |  |  |  |  |
|  |                                            |  |  |  |  |  |  |  |  |  |  |  |  |  |  |  |
|  |                                            |  |  |  |  |  |  |  |  |  |  |  |  |  |  |  |
|  | Maxence, hrabia Polignac (1857-1936)       |  |  |  |  |  |  |  |  |  |  |  |  |  |  |  |
|  |                                            |  |  |  |  |  |  |  |  |  |  |  |  |  |  |  |
|  |                                            |  |  |  |  |  |  |  |  |  |  |  |  |  |  |  |
|  | Pierre, książę Valentinois (1895-1964)     |  |  |  |  |  |  |  |  |  |  |  |  |  |  |  |
|  |                                            |  |  |  |  |  |  |  |  |  |  |  |  |  |  |  |
|  |                                            |  |  |  |  |  |  |  |  |  |  |  |  |  |  |  |
|  | Susana, hrabina Polignac (1858-1913)       |  |  |  |  |  |  |  |  |  |  |  |  |  |  |  |
|  |                                            |  |  |  |  |  |  |  |  |  |  |  |  |  |  |  |
|  |                                            |  |  |  |  |  |  |  |  |  |  |  |  |  |  |  |
|  | Rainier III, książę Monako (1923-2005)     |  |  |  |  |  |  |  |  |  |  |  |  |  |  |  |
|  |                                            |  |  |  |  |  |  |  |  |  |  |  |  |  |  |  |
|  |                                            |  |  |  |  |  |  |  |  |  |  |  |  |  |  |  |
|  | Ludwik II, książę Monako (1870-1949)       |  |  |  |  |  |  |  |  |  |  |  |  |  |  |  |
|  |                                            |  |  |  |  |  |  |  |  |  |  |  |  |  |  |  |
|  |                                            |  |  |  |  |  |  |  |  |  |  |  |  |  |  |  |
|  | Charlotte, księżna Valentinois (1898-1977) |  |  |  |  |  |  |  |  |  |  |  |  |  |  |  |
|  |                                            |  |  |  |  |  |  |  |  |  |  |  |  |  |  |  |
|  |                                            |  |  |  |  |  |  |  |  |  |  |  |  |  |  |  |
|  | Marie Louvet (1867-1930)                   |  |  |  |  |  |  |  |  |  |  |  |  |  |  |  |
|  |                                            |  |  |  |  |  |  |  |  |  |  |  |  |  |  |  |
|  |                                            |  |  |  |  |  |  |  |  |  |  |  |  |  |  |  |
|  | Karolina, księżna Hanoweru (1957-)         |  |  |  |  |  |  |  |  |  |  |  |  |  |  |  |
|  |                                            |  |  |  |  |  |  |  |  |  |  |  |  |  |  |  |
|  |                                            |  |  |  |  |  |  |  |  |  |  |  |  |  |  |  |
|  | John Kelly (1847-1897)                     |  |  |  |  |  |  |  |  |  |  |  |  |  |  |  |
|  |                                            |  |  |  |  |  |  |  |  |  |  |  |  |  |  |  |
|  |                                            |  |  |  |  |  |  |  |  |  |  |  |  |  |  |  |
|  | John Kelly (1899-1960)                     |  |  |  |  |  |  |  |  |  |  |  |  |  |  |  |
|  |                                            |  |  |  |  |  |  |  |  |  |  |  |  |  |  |  |
|  |                                            |  |  |  |  |  |  |  |  |  |  |  |  |  |  |  |
|  | Mary Kelly (1852-1926)                     |  |  |  |  |  |  |  |  |  |  |  |  |  |  |  |
|  |                                            |  |  |  |  |  |  |  |  |  |  |  |  |  |  |  |
|  |                                            |  |  |  |  |  |  |  |  |  |  |  |  |  |  |  |
|  | Grace, księżna Monako (1929-1982)          |  |  |  |  |  |  |  |  |  |  |  |  |  |  |  |
|  |                                            |  |  |  |  |  |  |  |  |  |  |  |  |  |  |  |
|  |                                            |  |  |  |  |  |  |  |  |  |  |  |  |  |  |  |
|  | Karl Majer (1863-1922)                     |  |  |  |  |  |  |  |  |  |  |  |  |  |  |  |
|  |                                            |  |  |  |  |  |  |  |  |  |  |  |  |  |  |  |
|  |                                            |  |  |  |  |  |  |  |  |  |  |  |  |  |  |  |
|  | Margaret Kelly (1898-1990)                 |  |  |  |  |  |  |  |  |  |  |  |  |  |  |  |
|  |                                            |  |  |  |  |  |  |  |  |  |  |  |  |  |  |  |
|  |                                            |  |  |  |  |  |  |  |  |  |  |  |  |  |  |  |
|  | Margaretha Majer (1870-1949)               |  |  |  |  |  |  |  |  |  |  |  |  |  |  |  |
|  |                                            |  |  |  |  |  |  |  |  |  |  |  |  |  |  |  |
|  |                                            |  |  |  |  |  |  |  |  |  |  |  |  |  |  |  |

### Rodzina książęca
| Pierwsze pokolenie                                                                                              | Drugie pokolenie                                | Trzecie pokolenie                            | Czwarte pokolenie                      | Piąte pokolenie                   |
| --- | ----------------------------------------------- | -------------------------------------------- | -------------------------------------- | --------------------------------- |
| Pierre, książę Valentinois (ur 1895, zm. 1964) Charlotte, księżna Valentinois (ur. 1898, zm. 1977) (potomkowie) | Antoinette, baronowa Massy (ur. 1920, zm. 2011) | Elisabeth de Massy (ur. 1947, zm. 2020)      | Jean Taubert Natta (ur. 1974)          | Melchior Taubert Natta (ur. 2009) |
| Pierre, książę Valentinois (ur 1895, zm. 1964) Charlotte, księżna Valentinois (ur. 1898, zm. 1977) (potomkowie) | Antoinette, baronowa Massy (ur. 1920, zm. 2011) | Elisabeth de Massy (ur. 1947, zm. 2020)      | Melanie-Antoinette de Massy (ur. 1985) |                                   |
| Pierre, książę Valentinois (ur 1895, zm. 1964) Charlotte, księżna Valentinois (ur. 1898, zm. 1977) (potomkowie) | Antoinette, baronowa Massy (ur. 1920, zm. 2011) | Christan de Massy (ur. 1949)                 | Leticia de Massy (ur. 1971)            | Rose de Brouwer (ur. 2008)        |
| Pierre, książę Valentinois (ur 1895, zm. 1964) Charlotte, księżna Valentinois (ur. 1898, zm. 1977) (potomkowie) | Antoinette, baronowa Massy (ur. 1920, zm. 2011) | Christan de Massy (ur. 1949)                 | Leticia de Massy (ur. 1971)            | Sylvestre de Brouwer (ur. 2008)   |
| Pierre, książę Valentinois (ur 1895, zm. 1964) Charlotte, księżna Valentinois (ur. 1898, zm. 1977) (potomkowie) | Antoinette, baronowa Massy (ur. 1920, zm. 2011) | Christan de Massy (ur. 1949)                 | Brice de Massy (ur. 1987)              |                                   |
| Pierre, książę Valentinois (ur 1895, zm. 1964) Charlotte, księżna Valentinois (ur. 1898, zm. 1977) (potomkowie) | Antoinette, baronowa Massy (ur. 1920, zm. 2011) | Christan de Massy (ur. 1949)                 | Antoine de Massy (ur. 1997)            |                                   |
| Pierre, książę Valentinois (ur 1895, zm. 1964) Charlotte, księżna Valentinois (ur. 1898, zm. 1977) (potomkowie) | Antoinette, baronowa Massy (ur. 1920, zm. 2011) | Christine-Alix de Massy (ur. 1951, zm. 1989) | Sebastian Knecht de Massy (ur. 1972)   | Christine Knecht (ur. 2000)       |
| Pierre, książę Valentinois (ur 1895, zm. 1964) Charlotte, księżna Valentinois (ur. 1898, zm. 1977) (potomkowie) | Antoinette, baronowa Massy (ur. 1920, zm. 2011) | Christine-Alix de Massy (ur. 1951, zm. 1989) | Sebastian Knecht de Massy (ur. 1972)   | Alexia Knecht (ur. 2001)          |
| Pierre, książę Valentinois (ur 1895, zm. 1964) Charlotte, księżna Valentinois (ur. 1898, zm. 1977) (potomkowie) | Antoinette, baronowa Massy (ur. 1920, zm. 2011) | Christine-Alix de Massy (ur. 1951, zm. 1989) | Sebastian Knecht de Massy (ur. 1972)   | Vittoria Knecht (ur. 2007)        |
| Pierre, książę Valentinois (ur 1895, zm. 1964) Charlotte, księżna Valentinois (ur. 1898, zm. 1977) (potomkowie) | Antoinette, baronowa Massy (ur. 1920, zm. 2011) | Christine-Alix de Massy (ur. 1951, zm. 1989) | Sebastian Knecht de Massy (ur. 1972)   | Andrea Knecht (ur. 2008)          |
| Pierre, książę Valentinois (ur 1895, zm. 1964) Charlotte, księżna Valentinois (ur. 1898, zm. 1977) (potomkowie) | Rainier III, książę Monako (ur. 1923, zm. 2005) | Caroline, księżna Hanoweru (ur. 1957)        | Andrea Casiraghi (ur. 1984)            | Alexandre Casiraghi (ur. 2013)    |
| Pierre, książę Valentinois (ur 1895, zm. 1964) Charlotte, księżna Valentinois (ur. 1898, zm. 1977) (potomkowie) | Rainier III, książę Monako (ur. 1923, zm. 2005) | Caroline, księżna Hanoweru (ur. 1957)        | Andrea Casiraghi (ur. 1984)            | India Casiraghi (ur. 2015)        |
| Pierre, książę Valentinois (ur 1895, zm. 1964) Charlotte, księżna Valentinois (ur. 1898, zm. 1977) (potomkowie) | Rainier III, książę Monako (ur. 1923, zm. 2005) | Caroline, księżna Hanoweru (ur. 1957)        | Andrea Casiraghi (ur. 1984)            | Maximilian Casiraghi (ur. 2018)   |
| Pierre, książę Valentinois (ur 1895, zm. 1964) Charlotte, księżna Valentinois (ur. 1898, zm. 1977) (potomkowie) | Rainier III, książę Monako (ur. 1923, zm. 2005) | Caroline, księżna Hanoweru (ur. 1957)        | Charlotte Casiraghi (ur. 1986)         | Raphael Elmaleh (ur. 2013)        |
| Pierre, książę Valentinois (ur 1895, zm. 1964) Charlotte, księżna Valentinois (ur. 1898, zm. 1977) (potomkowie) | Rainier III, książę Monako (ur. 1923, zm. 2005) | Caroline, księżna Hanoweru (ur. 1957)        | Charlotte Casiraghi (ur. 1986)         | Balthasar Rassam (ur. 2018)       |
| Pierre, książę Valentinois (ur 1895, zm. 1964) Charlotte, księżna Valentinois (ur. 1898, zm. 1977) (potomkowie) | Rainier III, książę Monako (ur. 1923, zm. 2005) | Caroline, księżna Hanoweru (ur. 1957)        | Pierre Casiraghi (ur. 1987)            | Stefano Casiraghi (ur. 2017)      |
| Pierre, książę Valentinois (ur 1895, zm. 1964) Charlotte, księżna Valentinois (ur. 1898, zm. 1977) (potomkowie) | Rainier III, książę Monako (ur. 1923, zm. 2005) | Caroline, księżna Hanoweru (ur. 1957)        | Pierre Casiraghi (ur. 1987)            | Franceso Casiraghi (ur. 2018)     |
| Pierre, książę Valentinois (ur 1895, zm. 1964) Charlotte, księżna Valentinois (ur. 1898, zm. 1977) (potomkowie) | Rainier III, książę Monako (ur. 1923, zm. 2005) | Caroline, księżna Hanoweru (ur. 1957)        | księżniczka Alexandra (ur. 1999)       |                                   |
| Pierre, książę Valentinois (ur 1895, zm. 1964) Charlotte, księżna Valentinois (ur. 1898, zm. 1977) (potomkowie) | Rainier III, książę Monako (ur. 1923, zm. 2005) | Albert II, książę Monako (ur. 1958)          | Jazmin Grimaldi (ur. 1992)             |                                   |
| Pierre, książę Valentinois (ur 1895, zm. 1964) Charlotte, księżna Valentinois (ur. 1898, zm. 1977) (potomkowie) | Rainier III, książę Monako (ur. 1923, zm. 2005) | Albert II, książę Monako (ur. 1958)          | Alexandre Grimaldi-Coste (ur. 2003)    |                                   |
| Pierre, książę Valentinois (ur 1895, zm. 1964) Charlotte, księżna Valentinois (ur. 1898, zm. 1977) (potomkowie) | Rainier III, książę Monako (ur. 1923, zm. 2005) | Albert II, książę Monako (ur. 1958)          | Gabriela, hrabina Carladès (ur. 2014)  |                                   |
| Pierre, książę Valentinois (ur 1895, zm. 1964) Charlotte, księżna Valentinois (ur. 1898, zm. 1977) (potomkowie) | Rainier III, książę Monako (ur. 1923, zm. 2005) | Albert II, książę Monako (ur. 1958)          | Jakub, markiz Baux (ur. 2014)          |                                   |
| Pierre, książę Valentinois (ur 1895, zm. 1964) Charlotte, księżna Valentinois (ur. 1898, zm. 1977) (potomkowie) | Rainier III, książę Monako (ur. 1923, zm. 2005) | księżniczka Stephanie (ur. 1965)             | Louis Ducruet (ur. 1992)               | Victoire Ducruet (ur. 2023)       |
| Pierre, książę Valentinois (ur 1895, zm. 1964) Charlotte, księżna Valentinois (ur. 1898, zm. 1977) (potomkowie) | Rainier III, książę Monako (ur. 1923, zm. 2005) | księżniczka Stephanie (ur. 1965)             | Pauline Ducruet (ur. 1994)             |                                   |
| Pierre, książę Valentinois (ur 1895, zm. 1964) Charlotte, księżna Valentinois (ur. 1898, zm. 1977) (potomkowie) | Rainier III, książę Monako (ur. 1923, zm. 2005) | księżniczka Stephanie (ur. 1965)             | Camille Gottlieb (ur. 1998)            |                                   |